# Greater Visakhapatnam Municipal Corporation
Greater Visakhapatnam Municipal Corporation (GVMC) là cơ cấu quản trị thành phố Visakhapatnam. Quyền tài phán của nó bao trùm trên một diện tích rộng đến 681,96 km2 (263,31 dặm vuông Anh). It is also part of the planning body of the Visakhapatnam Metropolitan Region Development Authority. M. Hari Narayanan is the present municipal commissioner of the city.